# Олексій (Шпаков)
Митрополит Олексій (справжнє ім'я Шпаков Олексі́й Олексі́йович; 25 січня 1975, Львів) — єпископ РПЦвУ, митрополит Вознесенський і Первомайський.

## Життєпис
Після школи поступив до Михайлівського ВПТУ № 52.
1993 — служив в українській армії. 
1995 — 2000 — ніс послух при храмі Покрова Пресвятої Богородиці в смт. Михайлівка Запорізької області.
2000—2004 — навчався в Київській духовній семінарії. 
2004 — зачислений на заочне відділення Чернівецького Педагогічного Богословського інституту. Який закінчив у 2006 році. 
2008 — рукопокладений в сан диякона і в тому ж році — у священика. Поступив на заочне відділення Київської духовної академії. 
21 грудня 2008 — ректором Київської духовної академії та семінарії архієпископом Бориспільським Антонієм Паканичем пострижений на чернецтво з іменем Олексій, на честь святителя Олексія митрополита Московського.
Був призначений настоятелем Свято-Троїцької церкви у Бердянську, яка була збудована у лютому 2009 .
2009 — в Київській духовній академії виконував послух помічника економа та чергового помічника проректора по виховній роботі. 
Бувши кліриком Бердянської єпархії, ніс різний послух: прес-секретаря єпархії, голови єпархіального суду, голови ревізійної комісії та секретаря єпархії. 
25 серпня 2012 — рішенням Священного Синоду обраний єпископом Вознесенським і Первомайським. Незабаром возведений в сан архімандрита. 
27 серпня 2012 — в храмі Всіх святих столичного Свято-Пантелеймонівського жіночого монастиря в Феофанії митрополит Володимир Сабодан очолив наречення Олексія в єпископа Вознесенського і Первомайського.
4 вересня 2012 — в соборному храмі столичного Свято-Пантелеймонівського монастиря відбулася хіротонія в єпископа Вознесенського і Первомайського. Митрополит Київський і всієї України Володимир (Сабодан), митрополит Вишгородський та Чорнобильський Павло (Лебідь), митрополит Миколаївський та Очаківський Питирим (Старинський), архієпископи Бориспільський Антоній (Паканич), та Переяслав-Хмельницький та Вишневський Олександр (Драбинко), Яготинський Серафим (Дем'янів) та Городницький Олександр (Нестерчук), єпископ Васильківський Пантелеймон (Поворознюк), Ірпенський Климент (Вечеря), Бердянський  та Приморський Єфрем (Яринко), Бородянський Варсонофій (Столяр) та Фастівський Даміан (Давидов).
31 жовтня 2024 в числі 17 (із 53) правлячих і 14 (із 58) вікарних архієреїв УПЦ МП підписав заяву, в якій засудив анексію Російською Православною церквою Донецької єпархії, зняття її керівника митрополита Іларіона і заміни на росіянина, уродженця Рязанської області Росії, архієрея з Далекого Сходу.

## Нагороди
- Орден св. Нестора Літописця ІІ ступеню (15 червня 2010)[7]
- Наперсний хрест з прикрасами (13 березня 2011)

## Ланки
- Сотрудник КДА избран епископом (рос.)